# Leonor de Mascareñas
Leonor de Mascareñas, död 1583, var en spansk hovfunktionär.  Hon var hovdam till Spaniens drottning Isabella av Portugal och guvernant till Filip II av Spanien. 